# Château de Corton-André
Le Château Corton C., anciennement château de Corton André ou château jaune, est un château du XIXe siècle, avec toiture traditionnelle en tuile vernissée de Bourgogne. Il se situe sur la route des Grands Crus du vignoble de la côte de Beaune, du vignoble de Bourgogne, à Aloxe-Corton en Côte-d'Or en Bourgogne-Franche-Comté.

## Historique
Au VIIIe siècle, l'empereur Charlemagne possède une vigne d'environ 70 ouvrées (environ 3,5 hectares) sur l'actuel domaine des Corton-Charlemagne, sur la colline de Corton derrière le château, dont il fait don en 775 aux chanoines de la basilique Saint-Andoche de Saulieu. Cette vigne est à l'origine de l'appellation de prestige Corton-Charlemagne.

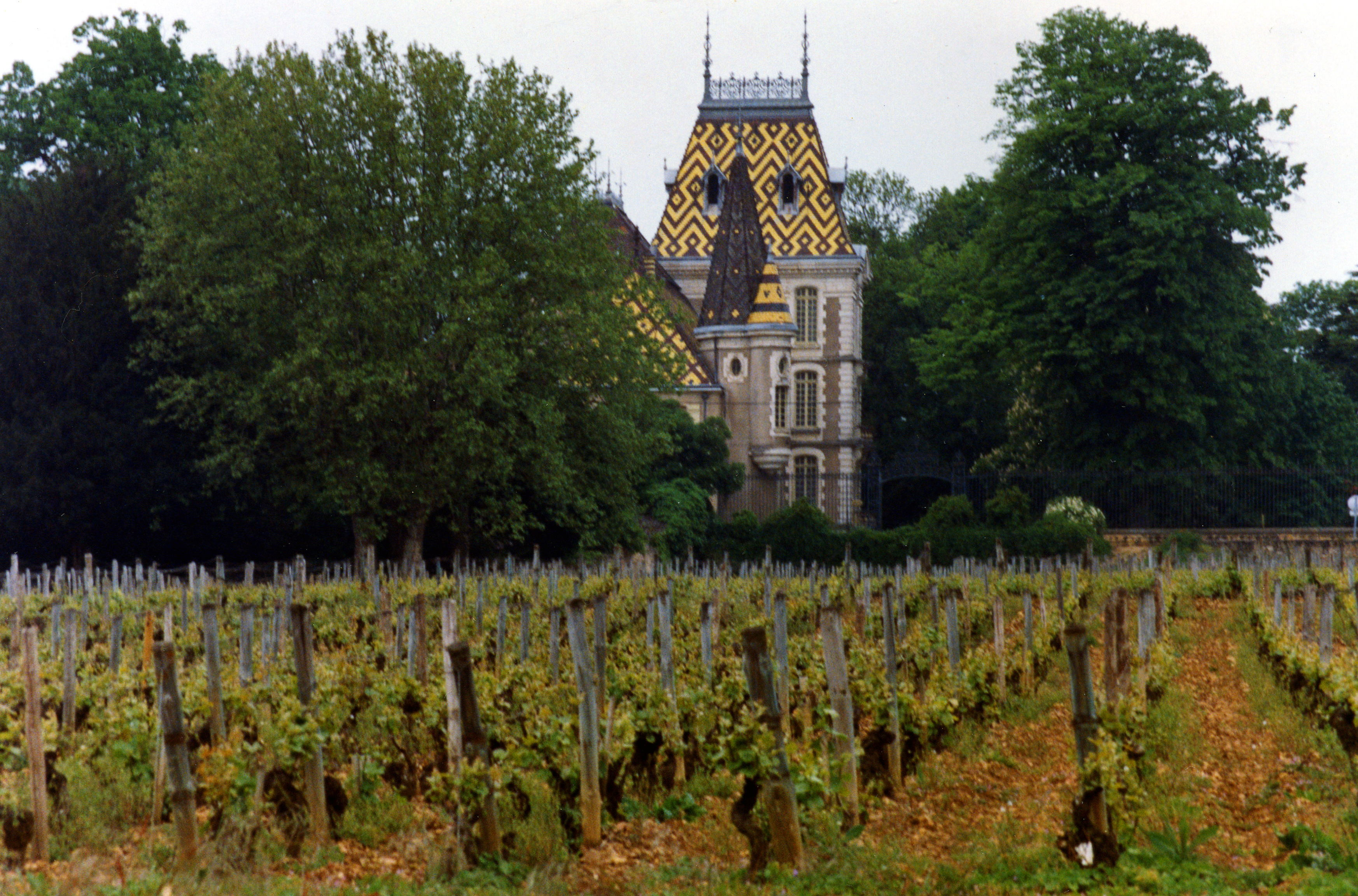
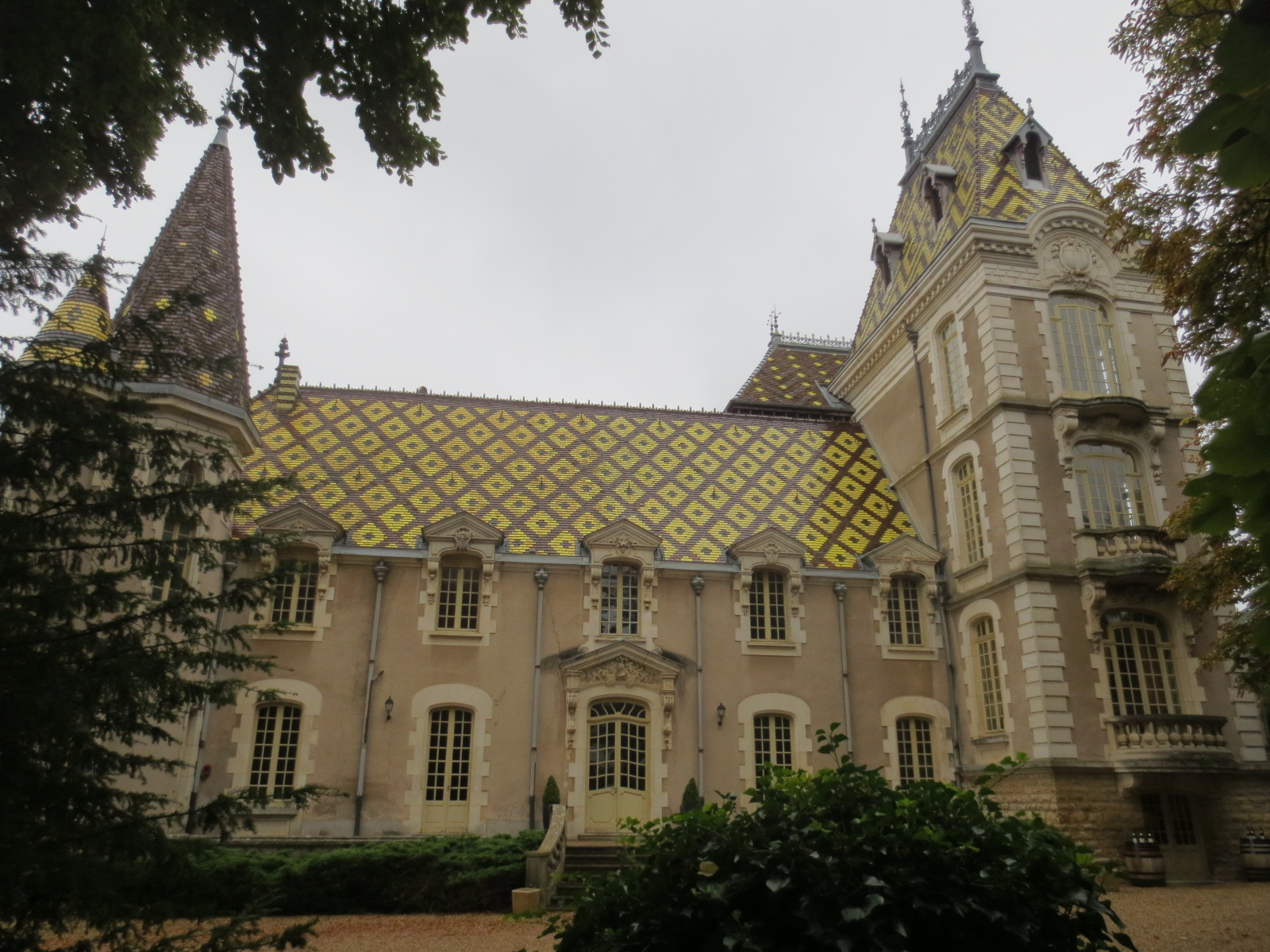
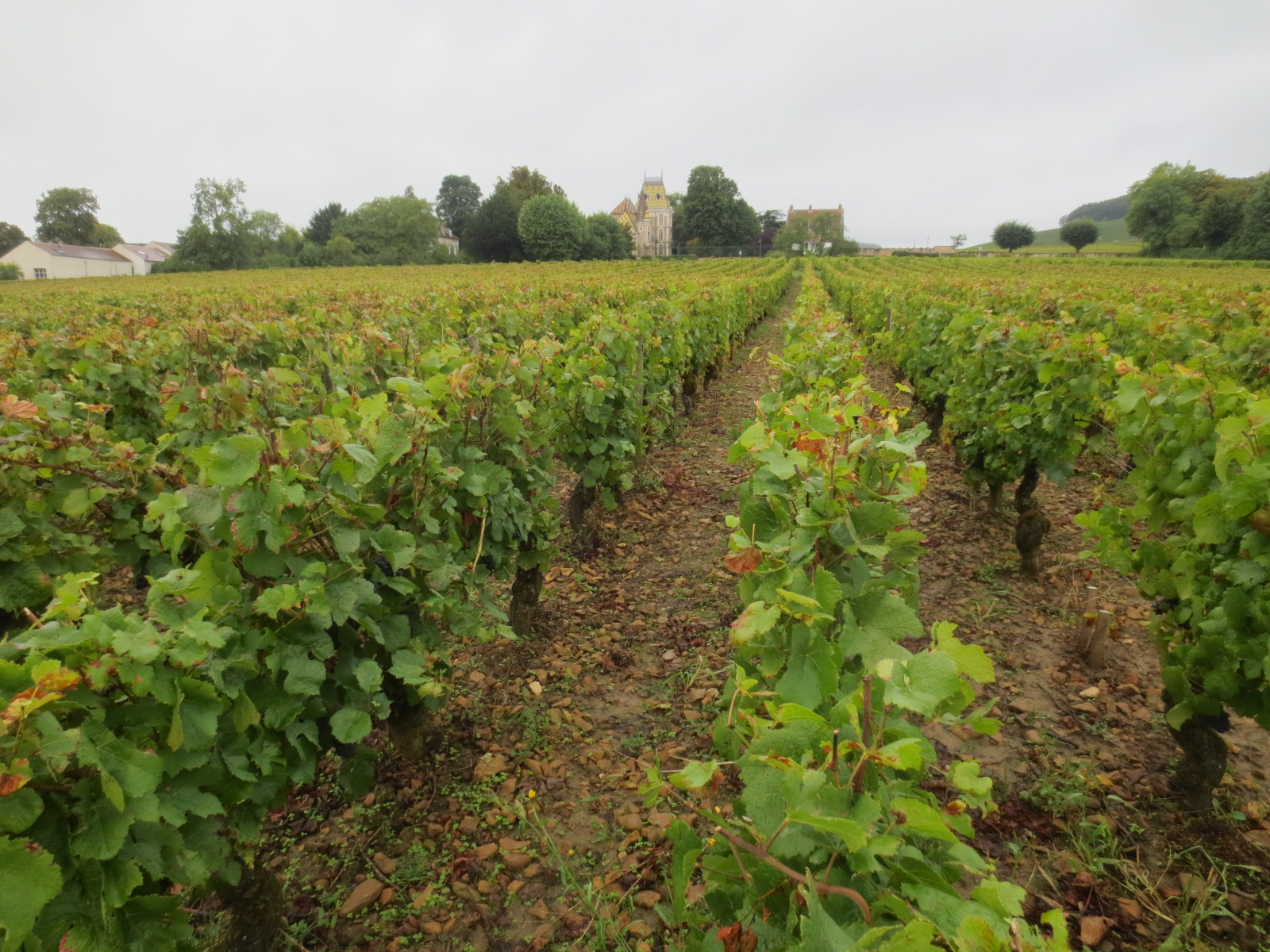
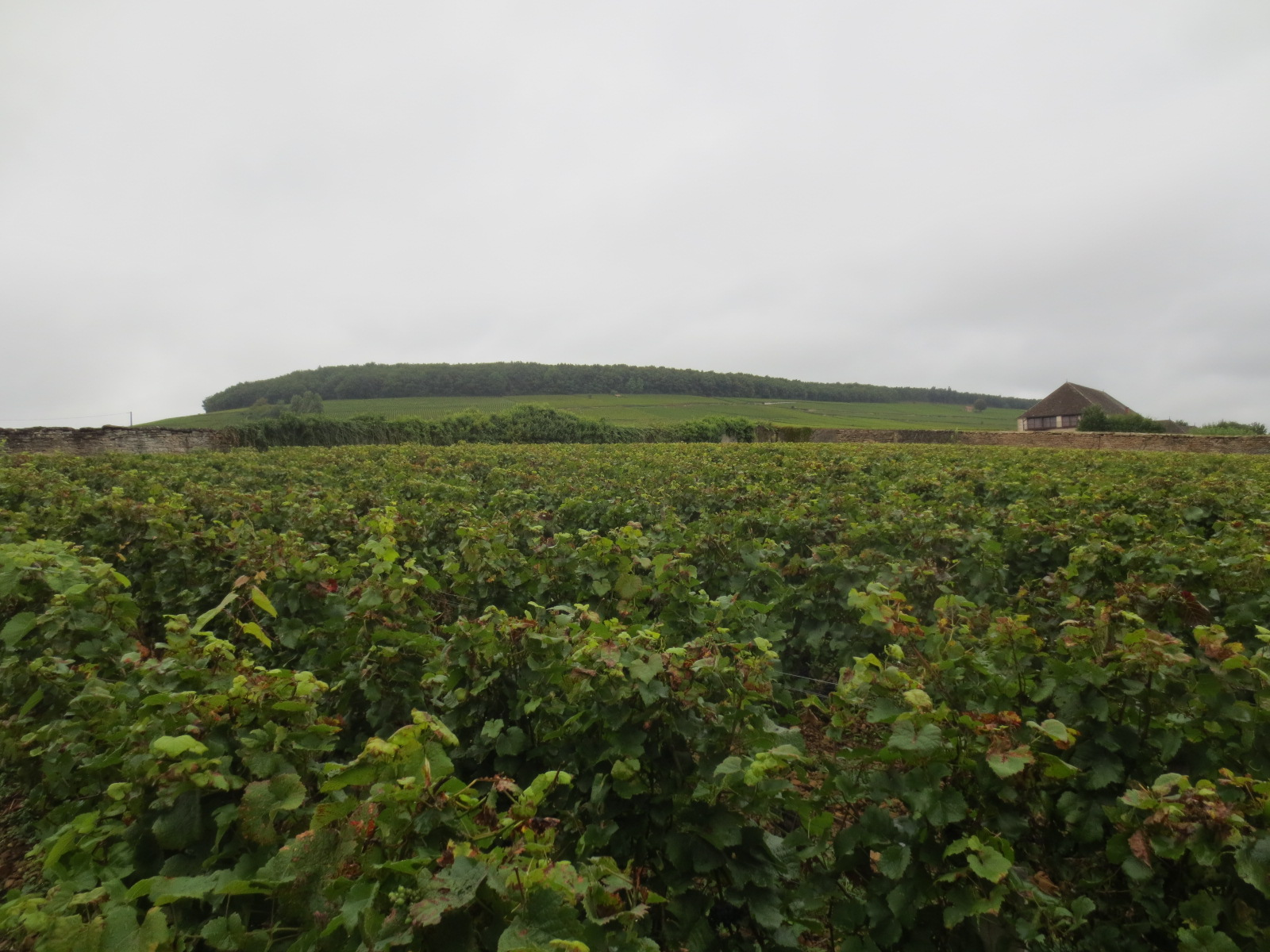
Colline de Corton, vue du château.

Le château est construit à la fin du XIXe siècle, sur l'emplacement d'un ancien château du XVIIIe siècle, au pied de la colline de Corton, sur des caveaux du XVe siècle. Il se situe au cœur d'un vaste domaine de 150 hectares de grands crus Corton (rouge) et Corton-charlemagne (blanc), répartis sur les trois communes de Ladoix-Serrigny, Aloxe-Corton et Pernand-Vergelesses.
En 1923, le château est acheté par le viticulteur Pierre André qui crée un domaine viticole.
En 2002, les descendants de Pierre André vendent le château et le domaine au groupe Ballande, propriétaire négociant-éleveur, propriétaire entre autres du château Prieuré-Lichine en Gironde.
La famille Frey achète le domaine en 2015, venant s'ajouter à son patrimoine composé de Billecart-Salmon, du château La Lagune et du domaine Paul Jaboulet Ainé. La famille renomme le domaine en château Corton C. la même année.

## Architecture
Remarquable par sa toiture à longs pans de tuiles vernissées le château s’ouvre par une imposante grille ouvragée en fer forgé. Le corps principal est flanqué à l'ouest d'un pavillon rectangulaire en saillie et à l'est d'une tourelle avec échauguette en encorbellement. Il comprend un rez-de-chaussée surélevé et un étage en surcroît. Le pavillon ouest comprend une cave semi-enterrée, un rez-de-chaussée et trois étages dont un de combles. Sur la façade d'entrée un escalier encadré de balustrades en pierre mène à une terrasse[réf. souhaitée].
Le bâtiment des communs dont les toits à longs-pans sont également couverts de tuiles vernissées comprend un sous-sol, un rez-de-chaussée et deux étages dont un de comble. Ses portes charretières fermées par deux vantaux sont plein cintre. Sur la façade d'entrée, au nord et au sud, un escalier en équerre mène au premier étage à un palier protégé par un auvent. Sous sa marche palière une porte dessert le sous-sol[réf. souhaitée].
Les façades et toitures du château, les grilles entourant le parc sont inscrits aux monuments historiques par arrêté du 21 avril 2017.

## Exploitation viticole
Le domaine viticole est spécialisé dans les vins de Bourgogne et propose environ 90 appellations en Côte-de-Beaune, Côte-de-Nuits, Mâconnais, Chablis et Beaujolais dont les appellations Aloxe-corton (rouge), Corton (rouge), Corton-charlemagne (blanc), Clos-vougeot (rouge), Vosne-romanée (rouge), Meursault (blanc), Ladoix (rouge et blanc), Savigny-lès-beaune (rouge et blanc), ...

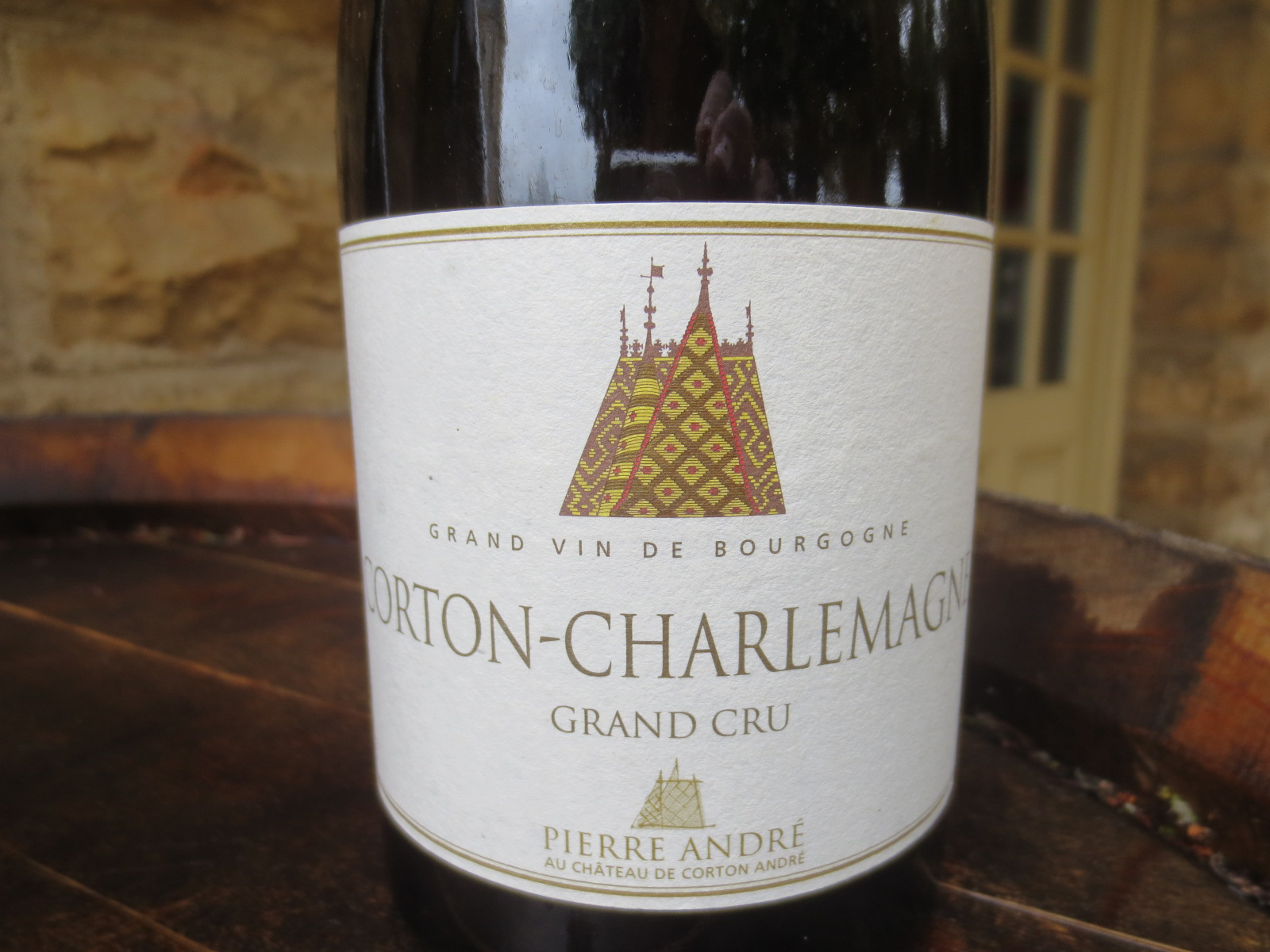
Corton-charlemagne.
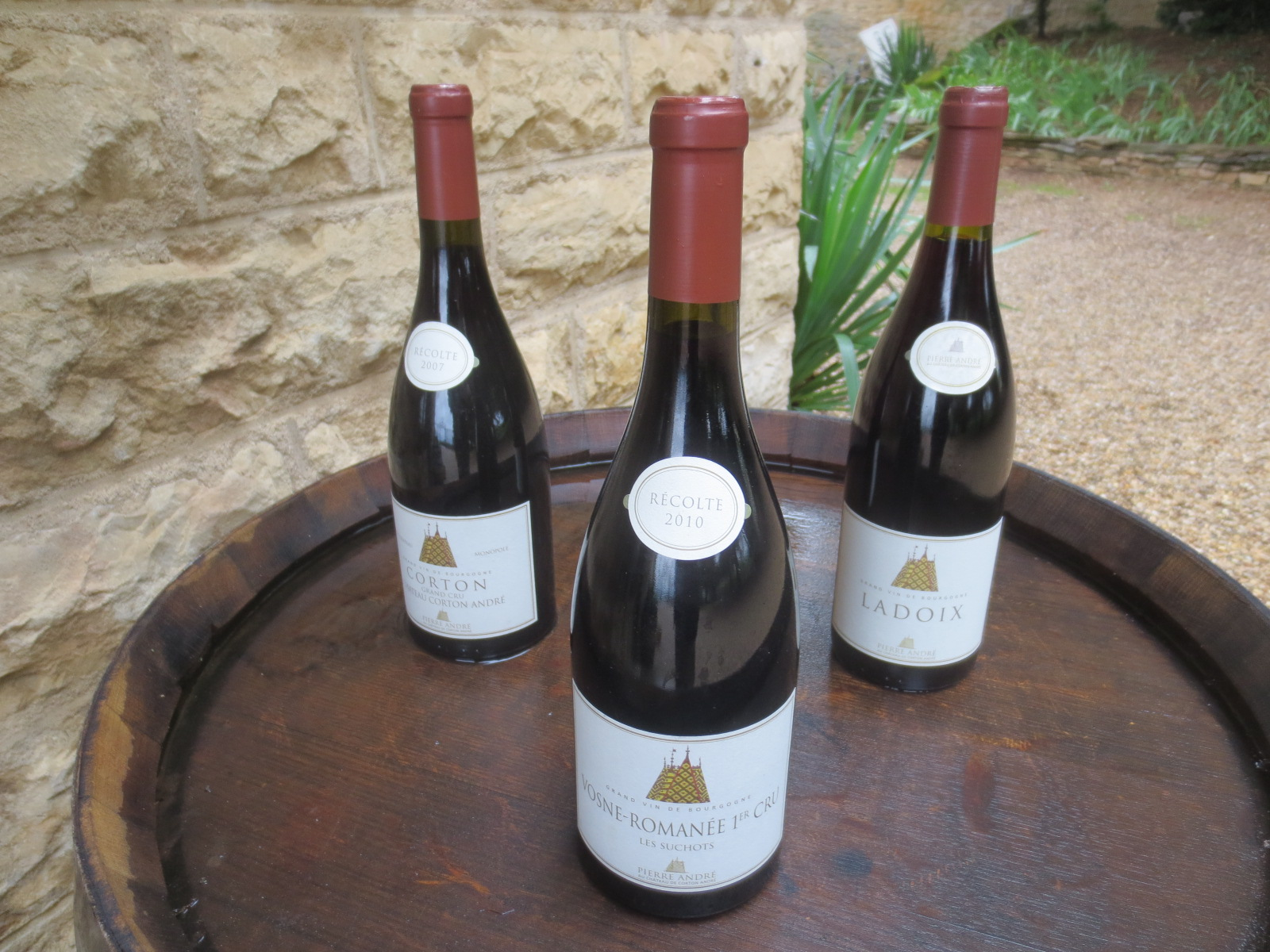
Corton, Vosne-romanée, Ladoix.
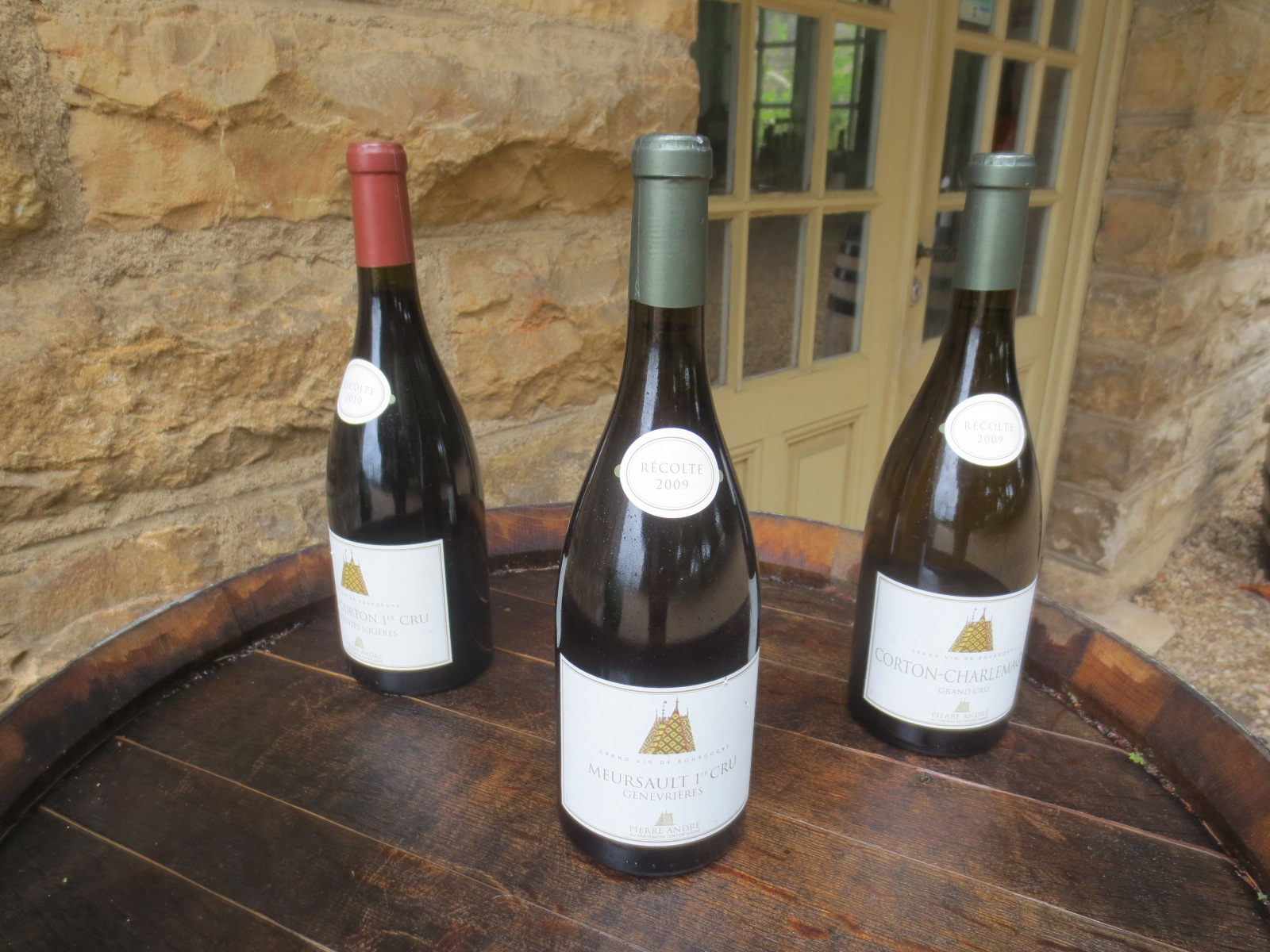
Corton, Meursault, Corton-charlemagne.